# Fediversum

Ett förslag på logotyp till Fediversum.

Fediversum (engelska: Fediverse) är ett nätverk av olika webbtjänster och -servrar som kommunicerar över en uppsättning gemensamma protokoll. Namnet är ett teleskopord av ”federation” och ”universum” som syftar på nätverkets uppbyggnad av samverkande delar.
Den största enskilda plattformen är Mastodon som 2019 hade fler än 3 800 000 användare på 2 700 instanser. Sammanlagt har Fediversum fler än 8 900 000 användare fördelade över 19 000 instanser och 100 sammanlänkade projekt.

## Protokoll

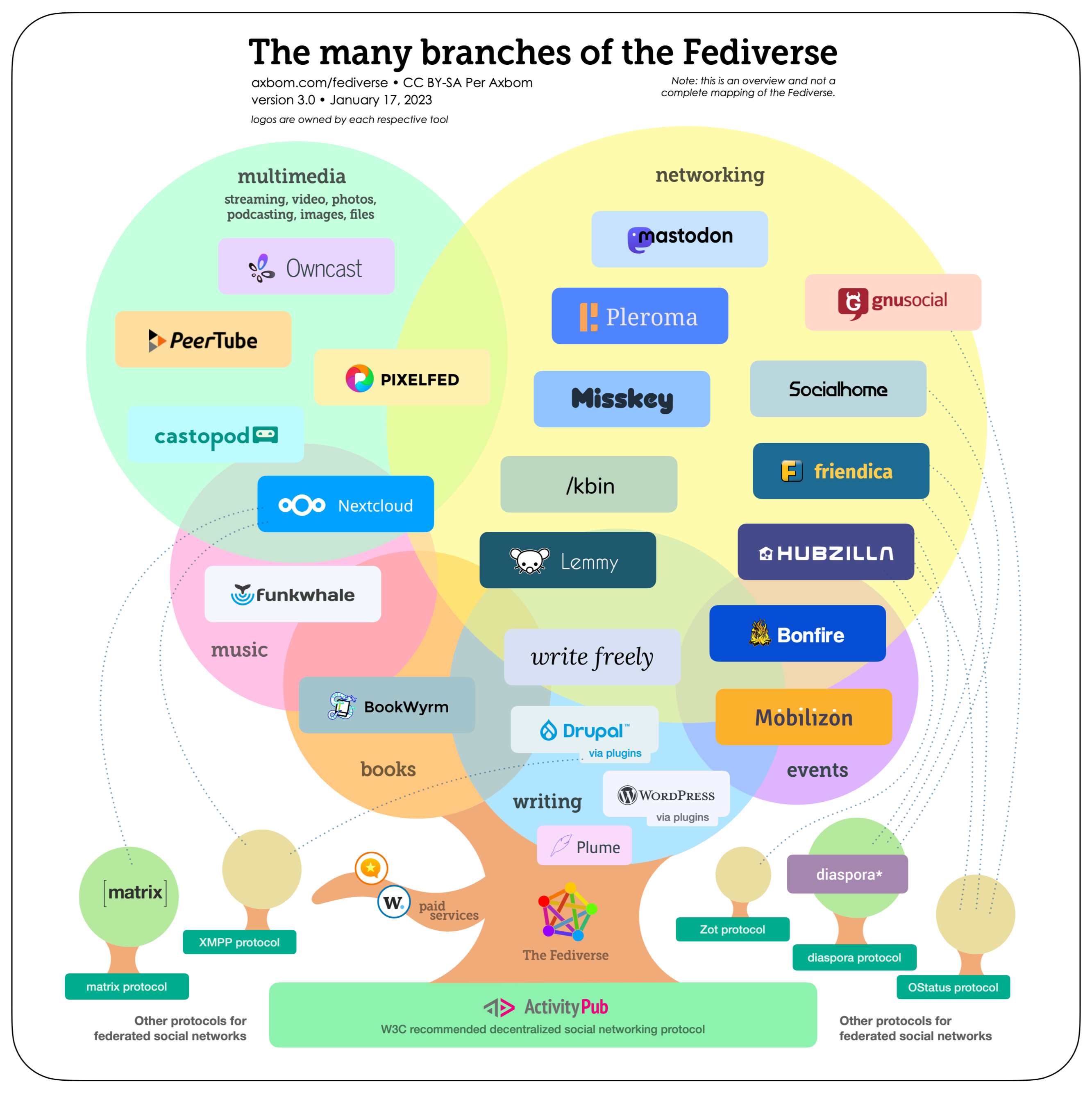
Bild som med en trädanalogi visur hur olika applikationer hänger ihop.

De olika servrarna i Fediversum kommunicerar med varandra över 14 olika protokoll. De första tjänsterna använde OStatus, men nu är Activitypub det vanligaste protokollet. Sedan januari 2018 är ActivityPub en webbstandard rekommenderad av World Wide Web Consortium (W3C).
| Plattform  | Typ av tjänst              | ActivityPub      | DFRN | Diaspora | OStatus     |
| ---------- | -------------------------- | ---------------- | ---- | -------- | ----------- |
| Diaspora   | Socialt medium, mikroblogg | Föreslaget       | Nej  | Ja       | Nej         |
| Friendica  | Socialt medium, mikroblogg | Ja               | Ja   | Ja       | Ja          |
| Funkwhale  | Strömmad musik             | Ja               | Nej  | Nej      | Nej         |
| GNU social | Mikroblogg                 | Under utveckling | Nej  | Nej      | Ja          |
| Mastodon   | Mikroblogg                 | Ja               | Nej  | Nej      | Inte längre |
| Peertube   | Strömmad video             | Ja               | Nej  | Nej      | Nej         |
| Pixelfed   | Bilddelning                | Ja               | Nej  | Nej      | Nej         |
| Pleroma    | Mikroblogg                 | Ja               | Nej  | Nej      | Ja          |